# 林景暘
林景暘（1530年—1604年），字紹熙，號弘斋，直隸松江府華亭縣民籍，上海縣人，明朝政治人物。

## 生平
應天府鄉試第九名舉人。隆慶二年（1568年）中式戊辰科會試第三百四十六名，二甲第四十八名進士。改庶吉士，送翰林院读书。萬曆元年（1573年）三月除礼科给事中，论劾工部尚书朱衡。三年二月升户科右，遷兵科左，巡视京营，五年三月升礼科都，七年五月升太常寺少卿，九年二月升南京右通政，十年三月升南京太仆寺卿。丁父忧，服阕，家居不出。年七十五卒。

## 家族
曾祖林章；祖父林祥，號省涵；父林正蕯，號南濱；母王氏。重庆下。子林有麟，字仁甫，以父蔭历官龍安知府，娶徐階子太常寺卿徐璠女。孙林希顥、林希颐。